# 눈꽃 (2001년 드라마)
《눈꽃》은 2001년 1월 26일에 MBC에서 방영한 베스트극장이다.

## 줄거리
수정은 엄마가 집을 나가버린 후 들어온 새엄마 춘자를 경멸하며 지금까지 한번도 어머니라고 부른 적이 없다. 그동안 수정은 작은 삼촌의 집에서 살았었지만 아버지가 돌아가셨으니 이제 어쩔 수 없이 춘자와 같이 살아야 할 처지가 된다. 둘은 처음에는 서로 으르렁 대며 싫어하지만, 함께 아버지 산소를 갔다온 뒤로 서로에게 조금씩 마음을 열어가며 편견을 지워간다.

## 등장 인물

### 주요 인물
- 방은희 : 춘자 역
- 이애정 : 수정 역

### 그 외 인물
- 정승호
- 권은아
- 이은철
- 이명희
- 권인선
- 이승아
- 이병식
- 김철기
- 김신인
- 송은선 (아역)
- 장헌광 (아역)

## 시청률
- TNS 미디어 코리아의 집계에 따라 24.0%의 가구 시청률을 기록하며 주간 시청률 베스트 5에 처음으로 뽑히게 되었다.[2]